# آیسخینس

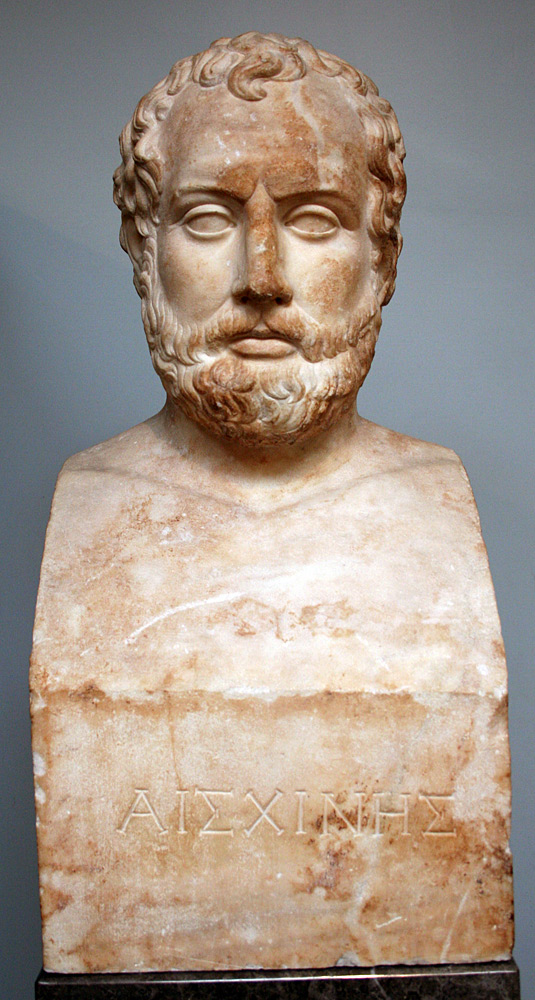

اِسْخینُس (به یونانی: Αἰσχίνης) (حدود ۴۰۰ ق. م) فرزند خارینوسِ سوسیس‌ساز و به روایتی دیگر، فرزند لوسانیاس بود. وی از اهالیِ آتن و از خطیبانِ یونانِ باستان و از پیروانِ سقراط بود. چنانکه سقراط در وصفِ وی گفته‌است:
«تنها فرزند سوسیس‌ساز می‌داند که چگونه مرا محترم بدارد.»
گفته می‌شود که اسخینس بود که به سقراط پیشنهاد داد از زندان بگریزد، اما افلاطون این ماجرا را به کریتون نسبت می‌دهد.
از جمه آثاری که به وی نسبت می‌دهند می‌توان به میلتیادس، کالیاس، اکسیوخوس، آسپاسیا، آلکیبیادس، تلائوگس و رینون اشاره کرد. هرچند برخی همچون «مندموس ارتریایی» این نوشته‌ها را از اسخینس نمی‌دانند و آن‌ها را مکالماتِ سقراطی‌ای می‌دانند که اسخینس آن‌ها را از شخصی به نامِ «کسانتیپه» گرفته بود. اما از نظر دیگرانی همچون «پانایتیوس»، مکالماتِ سقراطیِ وی موثق هستند.
وی انسانی تنگ‌دست بود؛ چنانکه گفته می‌شود سقراط با دیدنِ تنگدستی‌اش، از وی خواسته در هزینهٔ خوراکِ خود صرفه‌جویی کند، و با اینکار از خود قرض بگیرد. او برای کسب مال به دربار دیونوسیوس رفت. در دربار، افلاطون به او توجهی نکرد، اما آریستیپوس وی را به دیونوسیوس معرفی کرد؛ در نهایت اسخینس مکالمه‌ای ارائه کرد که بخاطر آن از دیونوسیوس پاداش دریافت کرد.
اسخینس در آتن بخاطر شهرتی که افلاطون و آریستیپوس داشتند، نمی‌توانست خطابه‌ای ایراد کند، اما برای موکلانِ ستم‌دیدهٔ خود، خطابه‌های دادگاهی می‌نوشت. دیوگنس لائرتیوس می‌گوید با توجه به دفاعی که اسخینس از پدرِ فایاکسِ فرمانده، و «دیون» کرده، به‌وضوح آشکار است که وی سخن‌وری آموزش‌دیده بوده‌است.